# 中根長十郎
中根 長十郎（なかね ちょうじゅうろう）は、幕末の一橋家家老。徳川慶喜の側用人。諱は正剛。尊攘派に暗殺された。

## 略歴
1838年（天保9年）より一橋家に仕え、慶喜の時代には側用人兼番頭（腹心）として平岡円四郎（一橋家用人、家老並）らと共に重用された。
中根は平岡と共に慶喜に開国・公武合体を説くが、受け入れられなかった。
1863年12月3日（文久3年10月23日）、将軍後見職一橋慶喜の発駕を3日後に控えたこの日、攘夷決行に踏み切れぬ一橋慶喜のために、尊攘派（慶喜が上洛の後、開国が国是になると危ぶむ者）に江戸雉子橋門外で暗殺された。
中根は慶喜の随行の一員であった。
慶喜は当時、攘夷論者とみられたが、攘夷が進まぬのは、側近に開国派の平岡の仕業だと思われていた。平岡は「近日有志の士に斬害せらるべし」とも噂されていた。平岡ではなく中根に災いが及んだのは、攘夷浪士が平岡に面会・詰問後、中根に責任転嫁したためとされる。中根は浪士の面会・詰問に応じなかった。平岡は水戸藩士に詰め寄られたことがあり、中根を殺したのは水戸藩浪士だったという説がある。
慶喜は、中根長十郎、平岡円四郎、原市之進など有能な家臣を非業のうちに失うことになる。

## 登場作品
- 徳川慶喜（1998年、NHK大河ドラマ、演：信太昌之）
- 青天を衝け（2021年、NHK大河ドラマ、演：長谷川公彦）